# Thalaina selenaea
Thalaina selenaea är en fjärilsart som beskrevs av Doubleday 1845. Thalaina selenaea ingår i släktet Thalaina och familjen mätare. Inga underarter finns listade i Catalogue of Life.

## Bildgalleri

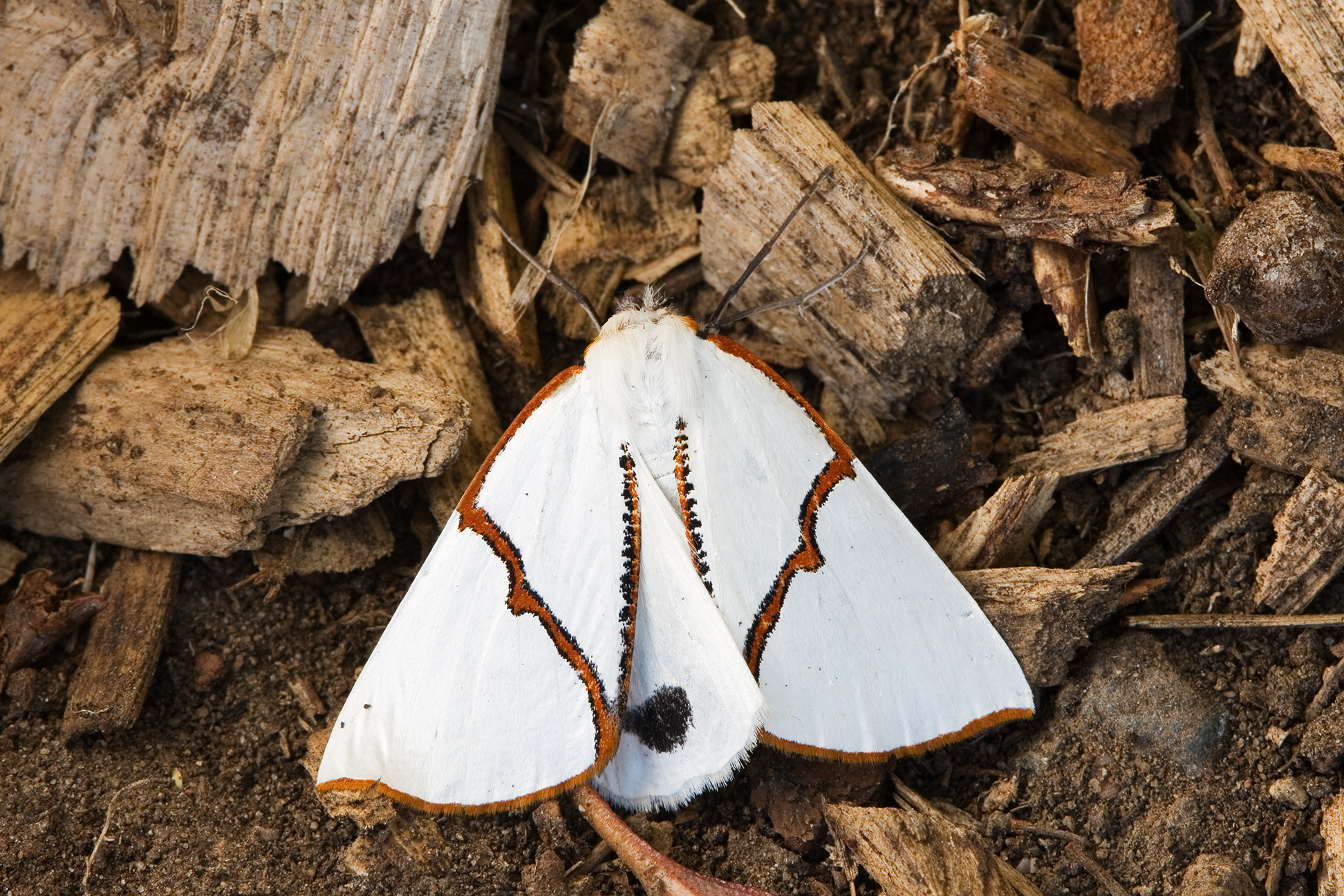
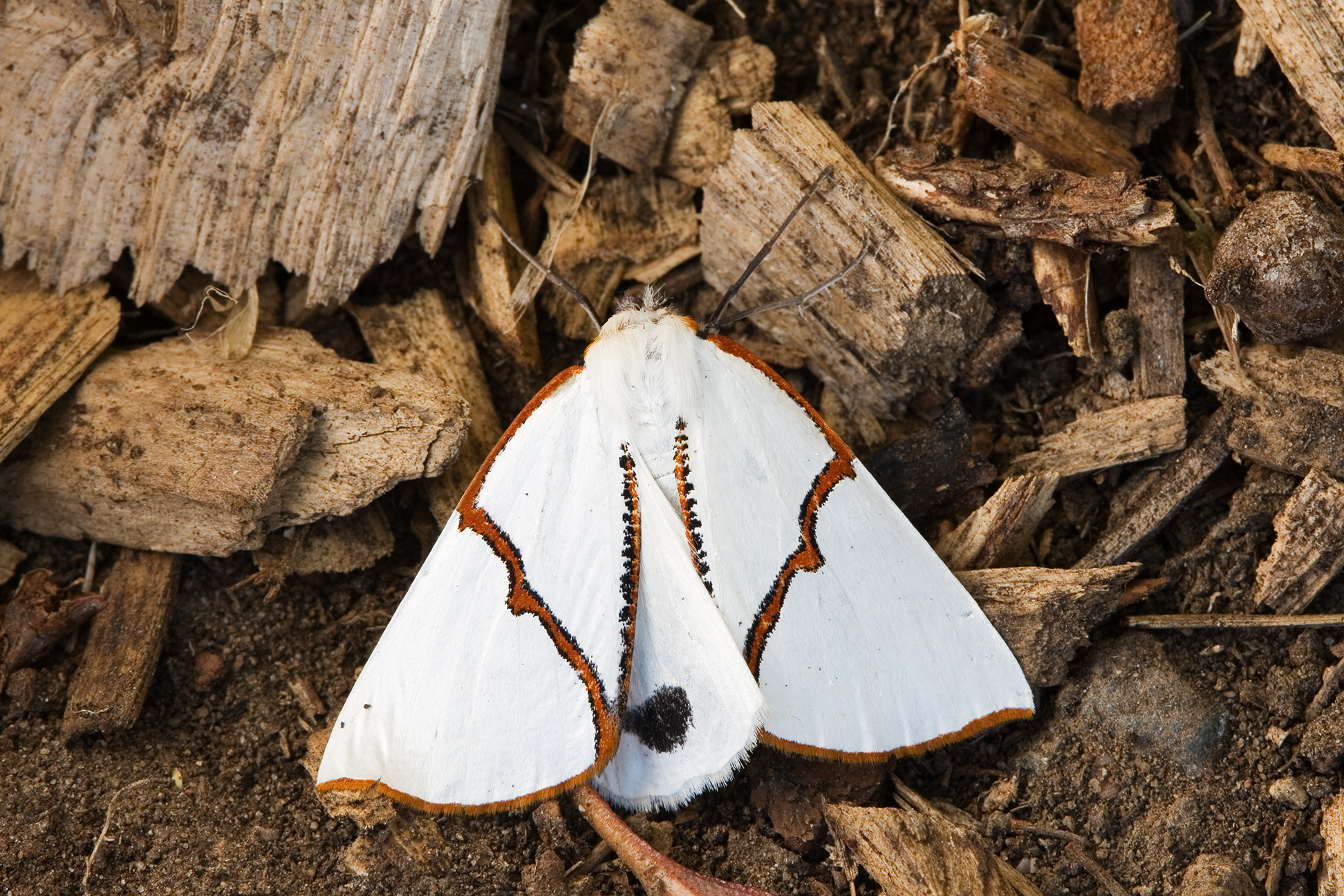